# 蔓长春花属
蔓长春花属（学名：Vinca）是夹竹桃科下的一个属，为蔓性亚灌木植物。该属共有约10种，分布欧洲。